# Gouffre de la Besace
Pour les articles homonymes, voir Besace.
Le gouffre de la Besace est un gouffre aveugle situé dans le domaine souterrain de Savonnières-en-Perthois. Faisant partie initialement d'un endokarst composé de viailles, celui-ci a été révélé par l'exploitation de pierre de Savonnières, dans la grande carrière souterraine dite du village.

## Description
Le gouffre de la Besace débute par une galerie basse ouverte dans le front de taille de la carrière. Elle débouche au bout de 7 m sur une succession de puits et ressauts qui permettent d'atteindre la profondeur de −49 m. Au-dessus du dernier puits, une lucarne permet de s'engager dans de nouveaux puits jusqu'à −63 m où les eaux poursuivent leur chemin dans un boyau étroit sur une vingtaine de mètres et qui devient alors impénétrable. La résurgence des eaux s'effectue aux sources de Cousances-les-Forges.

## Géologie
Le gouffre se développe dans les calcaires du Tithonien. Avec le gouffre de la Sonnette c'est la seule cavité du secteur à atteindre la Pierre châline, niveau marneux imperméable.